# Pedro de Aponte

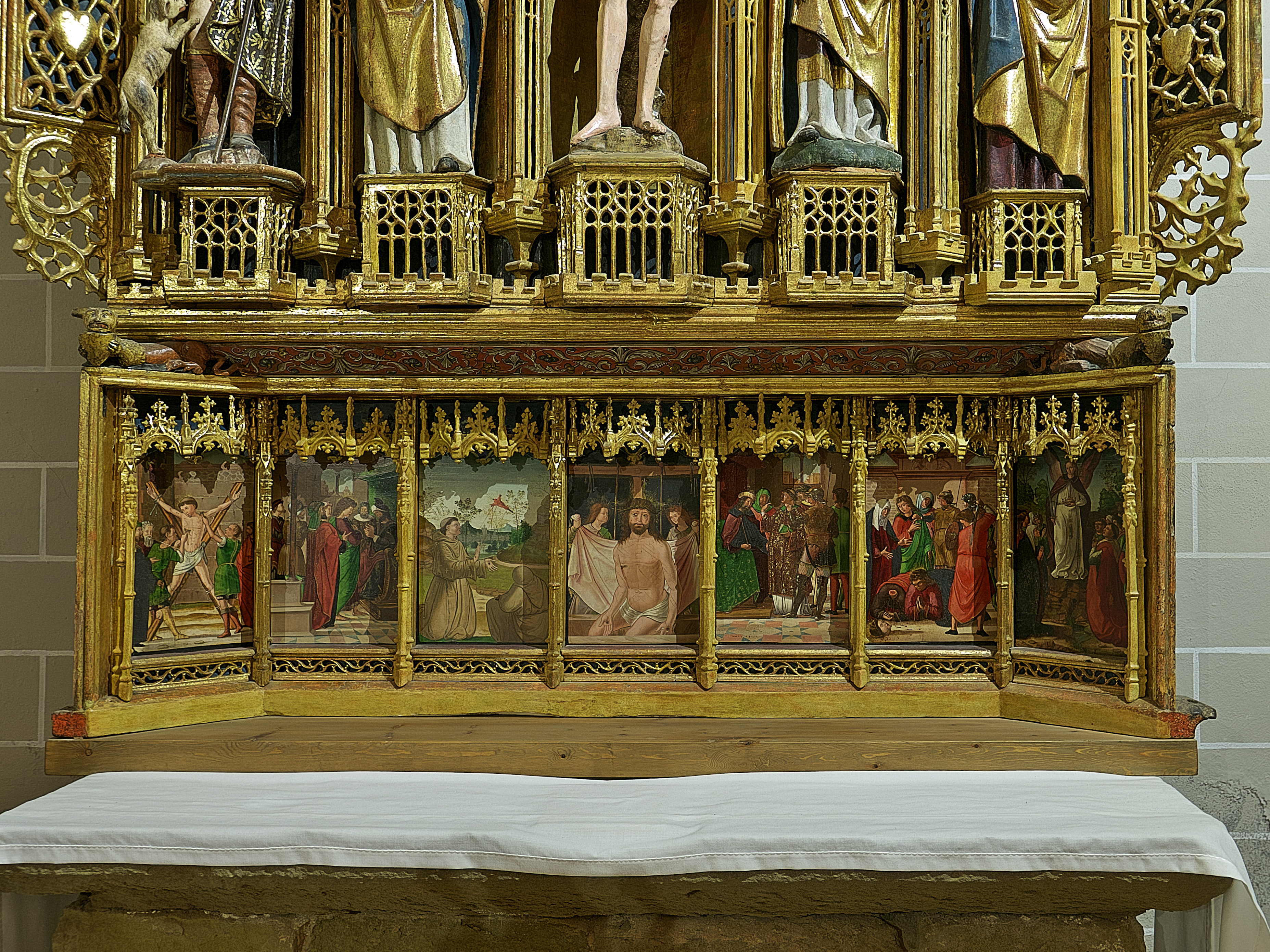
Pedro de Aponte, predela del retablo de San Sebastián, Bolea (Huesca), Colegiata de Santa María la Mayor.

Pedro de Aponte (Toro, c. 1475-Olite, 1530) fue un pintor renacentista español de tradición hispanoflamenca, identificado con el llamado por Chandler R. Post Maestro de Ágreda.
Natural de Toro, según declaró su hijo Pedro Jerónimo de Aponte, nombrado por Felipe II notario real, en 1502 es documentado por primera vez en Zaragoza, ocupado en la policromía del retablo de los señores de Calatorao en la iglesia de Nuestra Señora del Pilar y un año después contrató junto con Pedro Dezpiota con los responsables de la Colegiata de Santa María la Mayor de Bolea la policromía y puertas de su retablo mayor, la pintura de los retablos de San Sebastián y San Juan (este no conservado) y algunas otras tareas menores, entre ellas diversas labores de pintura mural «a la romana», es decir, de grutescos, no conservada. Un error en la interpretación del documento hizo que se le atribuyesen las tablas del retablo mayor, cuya autoría permanece anónima, atribuidas a un Maestro del retablo de Bolea estilísticamente relacionado con Juan de Borgoña.
Su nombre debió de gozar de cierta fama en tierras de Aragón después de muerto, pues Jusepe Martínez en sus Discursos practicables del nobilísimo arte de la pintura hizo larga mención de él, atribuyéndole casi todo cuanto se pintó en Aragón y Cataluña a comienzos del siglo XVI, además de hacerle pintor de los Reyes Católicos, a quienes siempre siguió en su corte, introductor de la pintura al óleo, «singularísimo» en los retratos y «gran perspectivo», por lo que «dicen que fue el inventor de los muros fingidos de Santa Fe en el reino de Granada».
Ignorado por Antonio Palomino y Juan Agustín Ceán Bermúdez, lo que de su obra se conoce, toda ella en retablos de iglesias, revela a un pintor apegado a la tradición hispanoflamenca, que busca su inspiración en grabados flamencos y alemanes (Durero, Lucas van Leyden) y que, contra lo manifestado por Juespe Martínez, muestra «una absoluta falta de comprensión de la perspectiva monofocal».

## Obras
- Retablo de San Sebastián en Bolea (Huesca), contratado en 1503 junto con Pedro Dezpiota.[8]
- Retablo de Nuestra Señora de la Esperanza para el Hospital de Huesca, documentado en 1507. Perdido.
- Puertas del retablo de San Jorge, capilla de la Diputación, 1508. No conservadas.
- Retablo mayor de la iglesia parroquial de Santa María, Azanuy, contratado en 1509. Destruido en 1936, se conservan dos compartimentos con san Pedro y san Pablo en el Museo de Zaragoza.[9]
- Retablo mayor de Grañén (Huesca), 1511-1513.
- Retablo mayor de la iglesia de San Miguel de Ágreda (Soria), 1523-1525.
- Retablo mayor de la iglesia parroquial de Cintruénigo (Navarra), 1525-1530.
- Retablo mayor de la iglesia de Santa María de Olite (Navarra), 1528-1530.